# 8Turn
8Turn ( tiếng Hàn:  에잇턴, tiếng Nhật: エイトターン; thường được viết cách điệu là 8TURN ) là một nhóm nhạc nam Hàn Quốc được thành lập bởi MNH Entertainment . Nhóm bao gồm 8 thành viên: Myungho, Jaeyun, Minho, Yoonsung, Haemin, Kyungmin, Yungyu và Seungheon. Họ ra mắt vào ngày 30 tháng 1 năm 2023, với đĩa mở rộng (EP) 8Turnrise.

## Lịch sử

### Trước khi ra mắt
Vào ngày 4 tháng 3 năm 2022, MNH Entertainment đã mở một tài khoản Instagram cho nhóm, sau đó được biết đến trước khi ra mắt là BOM (viết tắt của Boys Of MNH ), với ba bài đăng đầu tiên của họ là cụm từ "Better Together". Vào ngày 7 tháng 7, nhóm đã đăng TikTok đầu tiên của họ.
Vào ngày 11 tháng 10, MNH Entertainment đã tiết lộ tất cả các thành viên của nhóm thông qua vlog đầu tiên của họ tại Nhật Bản.
Ngày 20 tháng 12, MNH Entertainment thông báo nhóm sẽ ra mắt vào đầu năm 2023.

### 2023: Ra mắt với"8TURNRISE", công bố tên fandom chính thức và trở lại với "Uncharted Drift"
Vào nửa đêm ngày 2 tháng 1 năm 2023, một đoạn giới thiệu chuyển động logo đầu tay đã được phát hành, tiết lộ tên chính thức của nhóm sắp ra mắt là 8TURN.
Vào ngày 3 tháng 1, một poster phát hành đã được phát hành, thông báo rằng mini album đầu tay của họ, 8TURNRISE , sẽ được phát hành kỹ thuật số vào ngày 30 tháng 1, với chương trình ra mắt của họ được tổ chức cùng ngày thông qua Mnet và kênh YouTube M2. Album sẽ được phát hành vật lý vào ngày 6 tháng 2.
Vào ngày 27 tháng 4, họ thông báo rằng tên fandom của họ sẽ là "TURNING", có nghĩa là người hâm mộ sẽ luôn đồng hành cùng 8TURN trên hành trình của họ và con đường của 8TURN sẽ luôn hướng về người hâm mộ.
Vào ngày 26 tháng 5, 8TURN thông báo họ sẽ có lần trở lại đầu tiên với mini album thứ hai Uncharted Drift vào ngày 26 tháng 6.

### 2024:"Stunbing", ra mắt tại Nhật Bản, tham gia Road To Kingdom 2
Vào ngày 14 tháng 12 năm 2023, 8TURN thông báo họ sẽ phát hành mini album thứ ba Stunning vào ngày 9 tháng 1 năm 2024.
Vào ngày 14 tháng 2, 8TURN thông báo họ sẽ ra mắt tại Nhật Bản với đĩa đơn kỹ thuật số " Ru-Pum Pum Japanese ver. " vào ngày 6 tháng 3.
Vào ngày 10 tháng 7, có thông báo rằng 8TURN sẽ tham gia Road to Kingdom 2: Ace of Ace.

## Thành viên
- Chú thích: In đậm là nhóm trưởng

| Nghệ danh | Nghệ danh | Nghệ danh  | Tên khai sinh | Tên khai sinh | Tên khai sinh    | Tên khai sinh | Tên khai sinh  | Ngày sinh         | Nơi sinh                     | Quốc tịch |
| Latinh    | Hangul    | Kana       | Latinh        | Hangul        | Kana             | Hanja         | Hán Việt       | Ngày sinh         | Nơi sinh                     | Quốc tịch |
| Myungho   | 명호      | ミョンホ   | Ji Myungho    | 지명호        | ジ・ミョンホ     | 池明豪        | Trì Minh Hạo   | 12 tháng 10, 2001 | Seoul, Hàn Quốc              | Hàn Quốc  |
| Jaeyun    | 재윤      | ジェユン   | Moon Jaeyun   | 문재윤        | ムン・ジェユン   | 文渽允        | Văn Tại Duẫn   | 2 tháng 7, 2002   | New Zealand, Úc              | Hàn Quốc  |
| Jaeyun    | 재윤      | ジェユン   | Moon Jaeyun   | 문재윤        | ムン・ジェユン   | 文渽允        | Văn Tại Duẫn   | 2 tháng 7, 2002   | New Zealand, Úc              | Úc        |
| Minho     | 민호      | ミンホ     | Yang Minho    | 양민호        | ヤン・ミンホ     | 梁珉豪        | Lương Mẫn Hạo  | 14 tháng 10, 2002 | Seoul, Hàn Quốc              | Hàn Quốc  |
| Yoonsung  | 윤성      | ユンソン   | Cho Yoonsung  | 조윤성        | チョ・ユンソン   | 曹尹聖        | Tào Doãn Thành | 13 tháng 11, 2003 | Seoul, Hàn Quốc              | Hàn Quốc  |
| Haemin    | 해민      | ヘミン     | Jung Haemin   | 정해민        | チョン・ヘミン   | 鄭海民        | Trịnh Hải Mân  | 16 tháng 3, 2004  | Chungcheong nam-do, Hàn Quốc | Hàn Quốc  |
| Kyungmin  | 경민      | ギョンミン | Cho Kyungmin  | 조경민        | チョ・ギョンミン | 曹炅潣        | Tào Khánh Mân  | 28 tháng 10, 2004 | Gyeonggi, Hàn Quốc           | Hàn Quốc  |
| Yungyu    | 윤규      | ユンギュ   | Lee Yungyu    | 이윤규        | イ・ユンギュ     | 李尹兪        | Lý Doãn Hữu    | 7 tháng 9, 2005   | Gyeonggi, Hàn Quốc           | Hàn Quốc  |
| Seungheon | 승헌      | スンホン   | Lee Seungheon | 이승헌        | イ・スンホン     | 李承憲        | Lý Thừa Hiến   | 15 tháng 5, 2007  | Seoul, Hàn Quốc              | Hàn Quốc  |

## Danh sách đĩa nhạc

### Đĩa mở rộng (EP)
| Tiêu đề         | Chi tiết | Thứ hạng cao nhất | Doanh số       |
| Tiêu đề         | Chi tiết | KOR               | Doanh số       |
| --------------- | --- | ----------------- | -------------- |
| 8Turnrise       | - Phát hành: 30 tháng 1 năm 2023 - Hãng đĩa: MNH Entertainment - Định dạng: CD, digital download, streaming      | 13                | - KOR: 45,794  |
| Uncharted Drift | - Phát hành: Ngày 26 tháng 6 năm 2023 - Hãng đĩa: MNH Entertainment - Định dạng: CD, digital download, streaming | 18                | - KOR: 49,823  |
| Stunning        | - Phát hành: Ngày 9 tháng 1 năm 2024 - Hãng đĩa: MNH Entertainment - Định dạng: CD, digital download, streaming  | 3                 | - KOR: 124,167 |

### Đĩa đơn
| Tiêu đề      | Năm  | Thứ hạng cao nhất | Album           |
| Tiêu đề      | Năm  | KOR Down.         | Album           |
| ------------ | ---- | ----------------- | --------------- |
| "Tic Tac"    | 2023 | 126               | 8Turnrise       |
| "Excel"      | 2023 | 156               | Uncharted Drift |
| "Ru-Pum Pum" | 2024 | —                 | Stunning        |

### Các bài hát khác trên bảng xếp hạng
| Tiêu đề       | Năm  | Thứ hạng cao nhất | Album     |
| Tiêu đề       | Năm  | KOR Down.         | Album     |
| ------------- | ---- | ----------------- | --------- |
| "Say My Name" | 2023 | 191               | 8Turnrise |
| "Wonder"      | 2023 | 196               | 8Turnrise |
| "Heartache"   | 2023 | 198               | 8Turnrise |
| "We"          | 2023 | 199               | 8Turnrise |

## Giải thưởng và đề cử
| Lễ trao giải        | Năm  | Hạng mục                | Người được đề cử/sản phẩm đề cử | Kết quả   | Tham khảo |
| ------------------- | ---- | ----------------------- | ------------------------------- | --------- | --------- |
| Hanteo Music Awards | 2023 | Tân binh của năm - Nam  | 8Turn                           | Đề cử     | [ 19 ]    |
| Hanteo Music Awards | 2023 | Nhóm biểu diễn Blooming | 8Turn                           | Đoạt giải | [ 20 ]    |
| Seoul Music Awards  | 2023 | Tân binh của năm        | 8Turn                           | Đề cử     | [ 21 ]    |